# Вілла-Біскоссі
Вілла-Біскоссі (італ. Villa Biscossi) — муніципалітет в Італії, у регіоні Ломбардія, провінція Павія.
Вілла-Біскоссі розташована на відстані близько 470 км на північний захід від Рима, 55 км на південний захід від Мілана, 31 км на захід від Павії.
Населення — 73 особи (2014).

## Демографія
Населення за роками:

Станом на 1 січня 2023 року в муніципалітеті офіційно проживало 8 іноземців з 3 країн, серед них 1 громадянин країн Євросоюзу.

## Сусідні муніципалітети
- Галліавола
- Ломелло
- Меде
- П'єве-дель-Каїро